# Nestorov Island
Nestorov Island  (englisch; bulgarisch Несторов остров Nestorow ostrow) ist eine in südost-nordwestlicher Ausrichtung 374 m lange, 120 m breite und felsige Insel im Archipel der Südlichen Orkneyinseln. Sie liegt 0,54 km südöstlich der Spitze des Kap Bennett und 3 km nordwestlich des Rayner Point vor der Nordküste von Coronation Island.
Britische Wissenschaftler kartierten sie 1963. Die bulgarische Kommission für Antarktische Geographische Namen benannte sie 2019 nach Kapitän Iwan Nestorow (1942–2001), der 1985 einen Bericht über die bulgarische Fischerei im Südatlantik einschließlich Südgeorgien und die Südlichen Orkneyinseln verfasst hatte.